# Bernhard Klodt
Bernhard „Berni“ Klodt (26. říjen 1926, Gelsenkirchen – 23. květen 1996, Garmisch-Partenkirchen) byl německý fotbalista, který reprezentoval Německou spolkovou republiku. Nastupoval především na postu útočníka.
S německou reprezentací se stal mistrem světa roku 1954, byť na vítězném šampionátu byl náhradníkem a do hry přímo nezasáhl. Zúčastnil se však aktivně mistrovství světa ve Švédsku roku 1958, kde Němci skončili čtvrtí, zde nastoupil ke dvěma zápasům základní skupiny, proti Československu a Severnímu Irsku. V národním týmu působil v letech 1950–1959, za tu dobu v něm odehrál 19 zápasů, v nichž vstřelil 3 branky.
Téměř celou kariéru strávil v Schalke 04 (1943–1948, 1950–1963), v sezóně 1957/58 s ním získal titul německého mistra.